# Барт, Роджер
Роджер Барт (англ. Roger Bart; род. 29 сентября 1962) — американский актёр, певец и композитор, лауреат премий «Тони» и «Драма Деск».

## Жизнь и карьера
Барт родился в Норуолк, штат Коннектикут, в семье учителя и инженера-химика, а вырос в Нью-Джерси.
Барт достиг наибольшей известности по выступлению на бродвейской сцене. Он дебютировал в 1987 году в мюзикле Big River , а позже достиг большего признания за работу в мюзиклах King David, Triumph of Love и «Ты хороший человек, Чарли Браун» с Кристин Ченовет, который принес ему премии «Тони» и «Драма Деск» в 1999 году. Его следующем проектом стал мюзикл The Producers, который вновь принес ему номинации на «Тони» и «Драма Деск». В 2004 году он выступал в мюзикле The Frogs в Линкольн-центре.
В 1997 году он исполнил заглавную песню «Go the Distance» к фильму «Геркулес», которая номинировалась на премии «Оскар» и «Золотой глобус».
На телевидении Барт достиг наибольшей известности по роли Джорджа Уильямса, психически ненормального ухажера Бри Ван де Камп в сериале «Отчаянные домохозяйки», которая принесла ему премию «Гильдии киноактёров США» в 2006 году. Его остальные телевизионные появления включают в себя роли в сериалах «Закон и порядок: Специальный корпус», «Студия 30», «Потерянная комната», «C.S.I.: Место преступления Майами» и «Медиум». Он также снялся в таких фильмах как «Степфордские жёны», «Продюсеры», «Хостел 2», «Гангстер», «Фома неверующий», «Гарольд и Кумар 2: Побег из Гуантанамо», «Полуночный экспресс», "Как я встретил вашу маму, 9 сезон", и «Законопослушный гражданин».
В 2007 году Барт исполнил главную роль в мюзикле Мела Брукса Young Frankenstein. Он снялся в сериале «Событие» в 2011 году, а в 2012 был приглашенной звездой в нескольких эпизодах сериала «Месть», а также снялся в мини-сериале «Политические животные».

## Избранная фильмография
| Год  | Фильм                                    | Фильм (english)                           | Роль                                         | Примечание                    |
| ---- | ---------------------------------------- | ----------------------------------------- | -------------------------------------------- | ----------------------------- |
| 1999 | Свой человек                             | The Insider                               | Зеельбах, менеджер отеля                     |                               |
| 2004 | Степфордские жёны                        | The Stepford Wives                        | Роджер Баннистер                             | ремейк фильма 1975 года       |
| 2005 | Продюсеры                                | The Producers                             | Кармен Гиа                                   | экранизация мюзикла 2001 года |
| 2006 | С кем бы отведать сыра                   | I Want Someone to Eat Cheese With         | Бёрл Каннальо                                |                               |
| 2007 | Хостел 2                                 | Hostel: Part II                           | Стюарт                                       |                               |
| 2007 | Гангстер                                 | American Gangster                         | прокурор США                                 |                               |
| 2008 | Фома неверующий                          | Spy School                                | директор школы Хэмптон                       |                               |
| 2008 | Гарольд и Кумар 2: Побег из Гуантанамо   | Harold & Kumar Escape from Guantanamo Bay | доктор Джон Бичер                            |                               |
| 2008 | Полуночный экспресс                      | The Midnight Meat Train                   | Джаргис                                      |                               |
| 2009 | Законопослушный гражданин                | Law Abiding Citizen                       | Брайан Брингэм                               |                               |
| 2012 | Обрезание                                | Excision                                  | Боб                                          |                               |
| 2013 | Как я встреnил вашу маму                 | How I met your mom                        | Curtis                                       |                               |
| 2013 | Starперцы                                | Last Vegas                                | Маурис                                       |                               |
| 2015 | Трамбо                                   | Trumbo                                    | Бадди Росс                                   |                               |
| 2017 | Лемони Сникет: 33 несчастья (телесериал) | A Series Of Unfortunate Events            | Завуч Ниро                                   |                               |
| 2021 | Тик-так, бум!                            | Tick, Tick... Boom!                       | исполнитель в Superbia и Tick, Tick... Boom! |                               |